# Marilyn Monroe na cultura popular
Está é um artigo sobre o legado cultural da atriz norte-americana Marilyn Monroe.

## Sex symbol

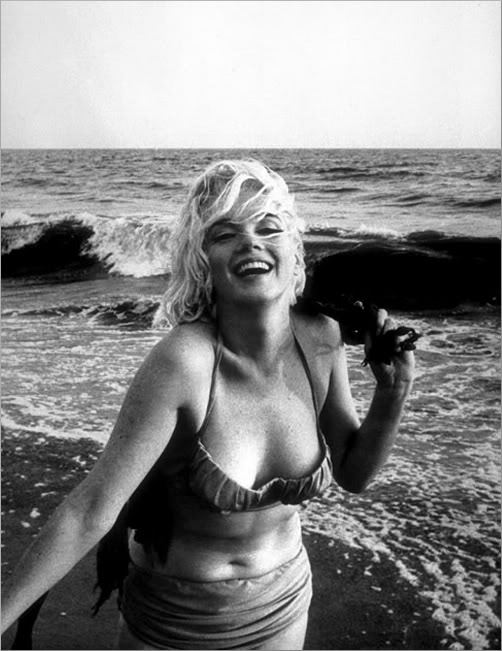
Marilyn em 1957.

Mesmo cinquenta anos após a sua morte, nenhuma mulher se aproxima mais do ideal coletivo de Sex symbol do que Marilyn Monroe. Não se sabe ao certo se são as ondas platinadas, as curvas vertiginosas, os lábios vermelhos ou a pele luminosa que a alçaram a esse status, mas o fato é que, além do inexplicável je ne sais quoi que a atriz possuía, alguns truques de beleza ajudavam - e muito! - a cultivar o ar de perene sensualidade e frescor. Abaixo você confere algumas lições de beauté que toda mulher deveria aprender com Marilyn.
Talvez o maior símbolo sexual na mente dos homens, a personalidade carismática e provocante da atriz ainda sobrevive. Vendida pela mídia como uma mulher superficial, os cabelos loiros e o batom vermelho adotados por Monroe contribuíram imensuravelmente para o estereótipo de sensualidade que reina até hoje na cultura popular – a amada e odiada "loira burra".  Mas a loiraça não baixou o topete, e chegou a declarar publicamente que era "um produto artificial"

## Moda

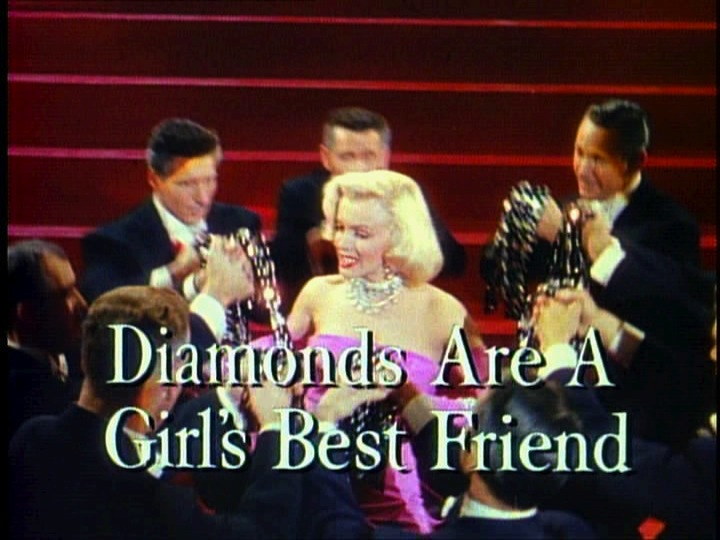
Monroe em Os homens Preferem as Loiras.

A influência de Marilyn no mundo da moda e do glamour não se limitou a este aspecto. "Marilyn foi o epítome de um tipo de ideal feminino", na opinião de Christopher Nickens, co-autor do livro recentemente publicado Marilyn in Fashion, uma peculiar revisão da influência da diva na moda.
Com seus paletós jutos ou seus jerseys largos, suas calças curtas ou acima do tornozelo e seus emblemáticos vestidos apertados na cintura, Marilyn criou em sua época um estilo novo que consistiu, mais que em inovar, em adaptar à vestimenta diária peças que realçavam seu corpo Esse foi o principal legado da atriz à indústria da moda, segundo Nickens, para quem, embora em vida não fosse considerada um ícone da moda, Marilyn compartilhava essa característica com outras mulheres como Jackie Kennedy, Grace Kelly e Audrey Hepburn.
Como elas, a loira mais famosa da história não seguiu tendências. Conhecia seu corpo e sabia o que lhe favorecia. Graças a isso construiu um protótipo de feminilidade que pode ser resumido em dois de seus emblemáticos vestidos. O primeiro deles, um dos mais famosos da história, foi usado no filme O Pecado Mora ao Lado. Nele, a atriz se refresca do calor nos respiradouros do metrô de Nova York enquanto seu vestido branco se levanta, exibindo suas belas pernas.
O outro apareceu no filme Os Homens Preferem as Loiras, na cena em que canta a famosa canção "Diamonds are a Girl's Best Friend". De um rosa intenso, com um decote matador e um grande laço no final das costas, Marilyn acentuou a sensualidade do modelito com longas luvas no mesmo tom. Marilyn é um tipo de estilo imitado ininterruptamente durante o último meio século. Desde o peculiar loiro platinado de seus cabelos ondulados até seus saltos de agulha, desenhados em seus últimos anos por Salvatore Ferragamo, tudo relacionado com ela segue estando em moda.
Com um modelo de beleza que, segundo Truman Capote, "às vezes podia ser etéreo e outras o da garçonete de um café qualquer", este ícone sexual foi emulado por estrelas do pop, modelos ou atrizes que buscaram de uma forma ou de outra aproximar-se de seu estilo. Entre todas elas se sobressai Scarlett Johansson, cujo físico já lembra o da mítica loira, como pôde ser visto recentemente no anúncio da Dolce & Gabbana no qual a atriz nova-iorquina aparece vestindo um sensual vestido branco, maquiada e penteada ao estilo da diva.
A este estilo também não puderam resistir outras estrelas como Nicole Kidman, Charlize Theron, Christina Aguilera, Rihanna e Madonna, que homenageou Marilyn em vários videoclipes. Cada celebridade mostra sua própria versão do simbólico estilo de Marilyn Monroe, no qual os lábios voluptuosos - pintados com um intenso batom vermelho - da idolatrada deusa da tela é outro de seus traços diferenciados, que dentro de outros 50 anos, provavelmente seguirão inspirando às novas gerações.

## Na cultura popular
Há pouco, materializou-se numa estátua de oito metros de altura, exposta numa praça de Chicago.
Ao mesmo tempo que a atriz reacendia a discussão sobre a liberdade das mulheres com sua atitude, sua inocência muitas vezes foi retratada como ignorância. No entanto, as belas formas aliadas a uma espontaneidade contagiante fizeram da jovem Mortensen uma mulher irresistível.
O estilo de Marilyn está mais presente que nunca em 2016, com um retorno da tendência retrô dos anos 50 e 60 no mundo da moda. Nas passarelas e nos tapetes vermelhos dos maiores eventos como o Festival de Cannes, as celebridades não hesitam em imitar o look e o penteado da sex-symbol.
A beleza de Marilyn fascine mesmo além do universo da moda. Uma pesquisa feita no início de julho para a companhia aérea American Airlines mostrou que a atriz é a aeromoça dos sonhos dos britânicos na categoria das celebridades da era do ouro do cinema hollywoodiano.

## Influência

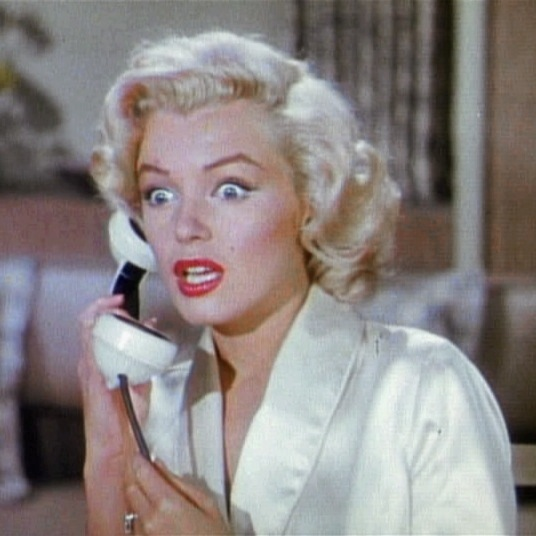
Marilyn Monroe.

Nesses 50 anos, seu rosto nunca saiu da mídia, e sua imagem em "O Pecado Mora ao Lado", com o vestido branco esvoaçando e a calcinha à mostra, foi copiada, caricaturada e explorada de todo jeito, por fãs sinceros ou apenas espertos.
Passado tanto tempo, ela ainda é a protagonista da cena mais famosa das telonas, em que aparece segurando seu esvoaçante vestido branco sobre a ventilação do metrô de Nova York, no filme “O Pecado Mora ao Lado”.  Mas ela também é um ícone fashion, que ditou tendências comportamentais, de moda e beleza.
Monroe ainda hoje é uma das maiores influencias do cinema moderno. Foi representada em filme cono Mister Lonely,por Samantha Morton,Monkeybone,Pulp Fiction,The Smurfs,e em Sete Dias com Marilyn,com Michelle Williams,que lhe rendeu uma indicação ao Oscar,e um Prêmio Globo de Ouro.

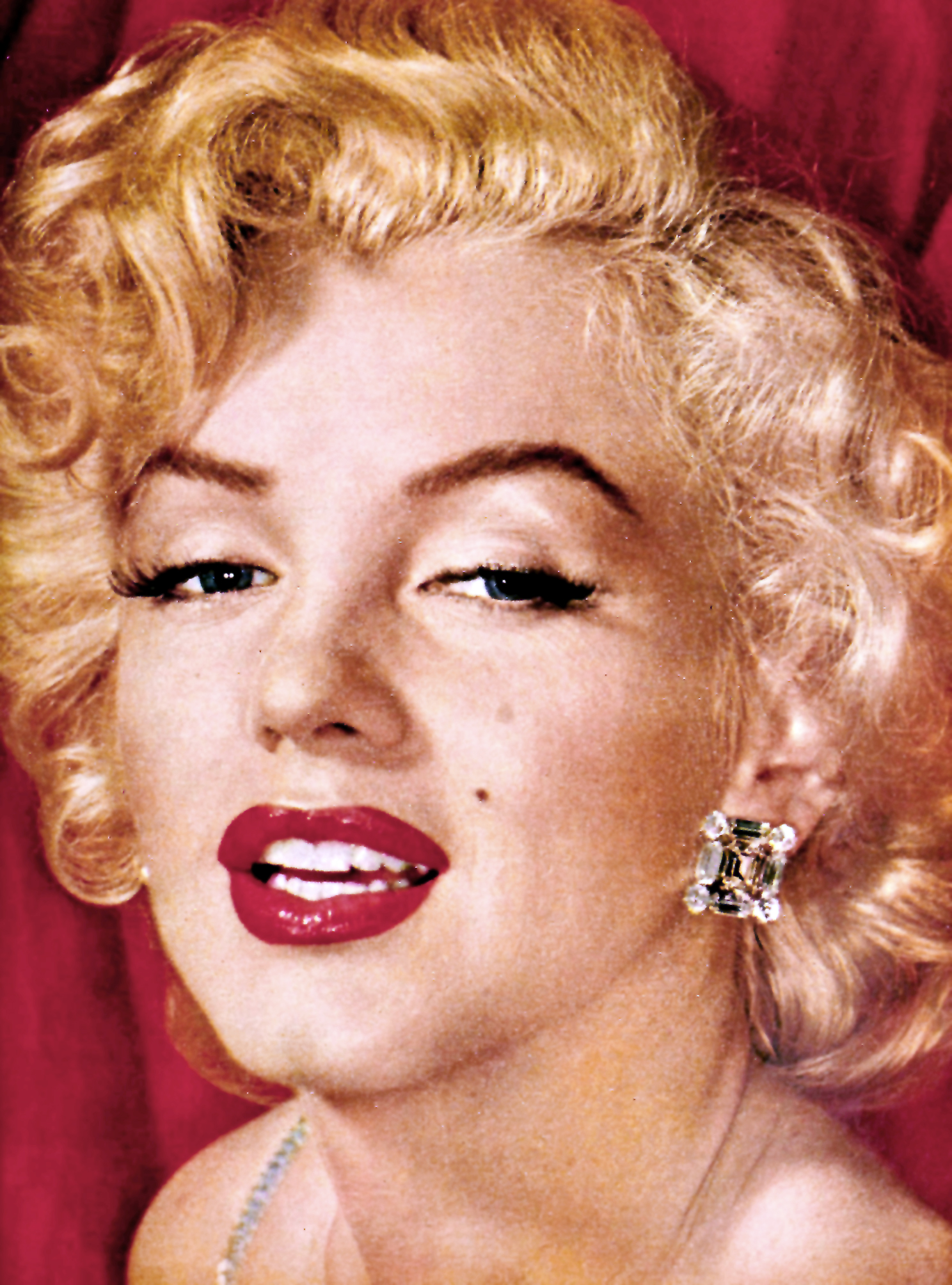
Pin up de Monroe.

## Animação
- Knight-mare Hare: Pernalonga luta contra o feiticeiro Merlin of Monroe
- The Pebbles and Bamm-Bamm Show: Cindy Curbstone foi criada com base em Monroe

## Arquitetura
- Absolute World: Torres #4 e #5 foram apelidadas de "Marilyn Monroe"[36]

## Charges
- Nate Beeler do The Columbus Dispatch:
  - Chris Christie imita a pose da "grade de metrô" do filme O Pecado Mora ao Lado (28 de setembro de 2011)[37]
- Michael Ramirez do Investor's Business Daily:
  - Ali Khamenei imita a pose da "grade de metrô" do filme O Pecado Mora ao Lado (23 de junho de 2009)
  - Monroe como a dívida nacional americana sussurra "Happy Birthday, Mr. President" (5 de agosto de 2009)
  - John Roberts imita a pose da "grade de metrô" do filme O Pecado Mora ao Lado (25 de junho de 2015)[38]
- Don Wright do The Miami News
  - A terra chora enquanto a estrela de Monroe se espalha através dos céus (6 de agosto de 1962)

## Enquetes
- E!: Sex Symbol do Século (1999)
- Empire: Estrela de Cinema Mais Sexy (1995)
- Ladies Home Journal: 100 Mulheres Mais Importantes do Século XX (1998)
- People: Mulher Mais Sexy do Século (1999)
- Playboy: #1 Estrela Sexy do Século (1998)
- Premiere: #2 Maior Estrela do Cinema de Todos os Tempos (2005)
- Time: 100 Pessoas Mais Importantes do Século XX (1998)

## Internet
- Epic Rap Battles of History: "Cleopatra vs. Marilyn Monroe"[39]

## Literatura
- Alvah Bessie: The Symbol (1966), baseado na vida de Monroe
- Truman Capote: Conto "A Beautiful Child" do livro Music for Chameleons (1980)
- Mort Castle: I Am Your Need (2001)
- Douglas Coupland: Polaroids from the Dead (1996)
- Peter Golenbock: 7: The Mickey Mantle Novel (2007), Monroe e Mickey Mantle têm um affair
- Edward Gorman: The Marilyn Tapes (1995)
- Doris Grumbach: "The Missing Person" (1981)
- Allan Gurganus: Blessed Assurance (1990)
- Michael Korda: The Immortals (1992)
- Paul Levinson: "Marilyn and Monet" (2017)
- Carole Morin: Dead Glamorous: the Autobiography of Seduction and Self Destruction (1996), abordagem poética sobre a fascinação com suicídios carismáticos, incluindo o de Marilyn, Ian Curtis, e Sylvia Plath
- Graham Masterton: Ikon (1982)
- Norman Mailer: Marilyn: A Biography, Of Women and Their Elegance (1980)
- Joyce Carol Oates: Blonde, e "Three Girls" (1996)
- Andrew O'Hagan: The Life and Opinions of Maf the Dog, and of His Friend Marilyn Monroe (2010)
- John Rechy: Marilyn's Daughter (1989)
- Lee Siegel: Who Wrote the Book of Love? (2005)

## Moda
- Dolce & Gabbana: Coleção Outono-Inverno 2009-2010[40]
- Betsey Johnson: Linha de sacola de compras "Mary-Lynn"[41]
- MAC Cosmetics: Coleção Marilyn Monroe[42]
- Macy's: Coleção Marilyn Monroe[43]
- Monroe piercing
- Nike: Warhol/Monroe Air Max 90 (2009)[44]
- Vestido rosa de Marilyn Monroe
- 6126 by Lindsay Lohan: recebeu esse nome pela data de nascimento de Marilyn Monroe
- Warnaco Group: Linha de roupa intima de Marilyn Monroe (1996)[45]
- Vestido branco de Marilyn Monroe

## Música
- Tori Amos: "Father Lucifer" faz referência a Monroe e Joe DiMaggio
- Ray Anthony: "My Marilyn"
- The Beatles: Monroe está na capa do álbum Sgt. Pepper's Lonely Hearts Club Band
- Dan Bern: "Marilyn"
- Beyoncé: "Sexy Lil' Thug" faz referência a Monroe
- Blondie: "Platinum Blonde" faz referência a Monroe
- Blue System:
  - "The Wind Cries (Who Killed Norma Jean)"
  - "Good Night Marilyn"
- Bon Jovi: "Captain Crash & the Beauty Queen From Mars" faz referência a Monroe e Joe DiMaggio
- David Bowie: "Jean Genie" faz referência a Monroe
- Citizen Cope: "Healing Hands" faz referência a Monroe[46]
- City Boy: "Summer in the School Yard" faz referência a Monroe
- Sheryl Crow: "If It Makes You Happy" faz referência a Monroe
- Culture Club: "It's a Miracle" faz referência a Monroe
- Def Leppard: "Photograph"
- Lana Del Rey:
  - "Body Electric" faz referência a Monroe
  - "Children of the Bad Revolution" faz referência a Monroe
  - "The Man I Love" faz referência a Monroe
  - "Puppy Love" faz referência a Monroe
- The Distillers: "Gypsy Rose Lee" faz referência a Monroe
- Bryan Ferry: "Goddess of Love" faz referência a Monroe
- Alexa Goddard: "Marilyn"
- Grinderman: "Palaces of Montezuma" faz referência a Monroe e John F. Kennedy
- Half Man Half Biscuit: "99% of Gargoyles Look Like Bob Todd" faz referência a Monroe
- Teppo Hauta-aho/Edward Vesala: álbum de 1973 Ode to Marilyn
- Faith Hill: "The Secret of Life" faz referência a Monroe
- Michael Jackson: "Tabloid Junkie" faz referência a Monroe
- Jay Z: "Hollywood" faz referência a Monroe
- Billy Joel: "We Didn't Start the Fire" faz referência a Monroe
- Elton John:
  - "Candle in the Wind"
  - "Wrap Her Up" (com George Michael) faz referência a Monroe
- Tommy Keene: "My Mother Looked Like Marilyn Monroe"
- Alicia Keys: "Girl on Fire" faz referência a Monroe
- The Kinks: "Celluloid Heroes" faz referência a Monroe
- Kinky Friedman: "Marilyn & Joe"
- Lady Gaga:
  - "Dance in the Dark" faz referência a Monroe
  - "Do What U Want" faz referência ao suposto romance de Monroe com John F. Kennedy
  - "Nothing On (But The Radio)" faz referência a Monroe
  - "Government Hooker" é sobre o suposto romance de Monroe com John F. Kennedy
- Laze & Royal: "Marilyn Monroe"[47]
- Phoebe Legere: "Marilyn Monroe"
- Valery Leontiev: "Marilyn"
- Amanda Lepore': "Marilyn"
- Jennifer Lopez com part. de Nas: "I'm Gonna be Alright" faz referência a Monroe e Joe DiMaggio
- Madonna: "Vogue" faz referência a Monroe
- Man From Delmonte: "Beautiful People" faz referência a Monroe e Joe DiMaggio
- Marilyn Manson e sua banda: nome inspirado em Monroe e Charles Manson
- Marina and the Diamonds: "State Of Dreaming" faz referência a Monroe
- Metallica: "The Memory Remains" cita uma frase da personagem de Monroe no filme The Misfits
- Melanie Martinez: "You Love I" contém um loop de trás para frente de uma frase dita por Monroe numa entrevista de 1960
- Jessica Mauboy com part. de Snoop Dogg: "Get 'Em Girls" faz referência a Monroe
- Nicki Minaj: "Marilyn Monroe"
- Kylie Minogue: "Mr. President" faz referência a Monroe
- Misfits:
  - "Who Killed Marilyn?"
  - A banda inspirou seu nome no filme The Misfits
- Norma Jean: inspirou seu nome no nome de batismo de marilyn, Norma Jeane
- Pauline Oliveros: "To Valerie Solanas and Marilyn Monroe in Recognition of Their Desperation"[48][49]
- Roland Orzabal: "Dandelion" faz referência a Monroe
- Brianna Perry: "Marilyn Monroe"
- Katy Perry: "Hey Hey Hey" faz referência a Monroe
- Perez Prado: "Marilyn Monroe Mambo"
- Los Prisioneros: "¿Quién mató a Marilyn?"
- Brian Protheroe: "Pinball" faz referência a Monroe
- Red Hot Chili Peppers: "Wet Sand" faz referência a Monroe como Norma Jeane
- Rihanna: "Love Without Tragedy / Mother Mary" faz referência a Monroe
- Robbie Robertson: "American Roulette" faz referência a Monroe
- Kelly Rowland: "Stole" faz referência a Monroe
- Brian Setzer Orchestra: "Americano" faz referência a Monroe
- Sleeper: "Romeo Me" faz referência a Monroe e Joe DiMaggio
- Spice Girls: "The Lady is a Vamp" faz referência a Monroe
- Stereophonics: "She Takes Her Clothes Off" faz referência a Monroe
- Suede: "Heroine" faz referência a Monroe
- Keith Urban: "John Cougar, John Deere, John 3:16" faz referência a Monroe
- Tiffany: "Kiss the Ground" faz referência a Monroe
- Jordy Towers: "Don't Say It's Over" faz referência a Monroe
- Tom Waits:
  - "Jitterbug Boy" faz referência a Monroe
  - "A Sweet Little Bullet From a Pretty Blue Gun" faz referência a Monroe
- Pharrell Williams: "Marilyn Monroe"
- Robbie Williams: "The Actor" faz referência a Monroe

## Ópera
- Lorenzo Ferrero: Marilyn (1980)[50]
- Ezra Laderman e Norman Rosten: Marilyn (1993)[51]
- Marilyn Bowering e Gavin Bryars: Marilyn Forever (2010)[52]

## Poesia
- Sherman Alexie: "Tourists", série de poemas (1997)
- Steven Berkoff: "You Remind Me of Marilyn Monroe" (2009)
- Frank Bidart: "Marilyn Monroe" (2006)
- Marilyn Bowering: "Anyone Can See I Love You" (1987)
- Ernesto Cardenal: "Marilyn Monroe" (1975)
- Victor di Suvero: "Marilyn, My Marilyn" (2003)
- Judy Grahn: "I Have Come to Claim Marilyn Monroe's Body" (1971)
- Lyn Lifshin: "Marilyn Monroe" (1994)
- Edwin Morgan: "The Death of Marilyn Monroe" (1982)
- Sharon Olds: "The Death of Marilyn Monroe" (1984)
- Norman Rosten: "Who Killed Norma Jeane?" (1963)
- Delmore Schwartz: "Love and Marilyn Monroe"
- John Whitworth: "Making Love to Marilyn Monroe" (1990)

## Videoclipes
- "Sex as a Weapon" de Pat Benatar: inclui imagens de arquivo de Marilyn
- Mariah Carey:
  - "Don't Forget About Us" reproduz a cena na piscina com Monroe, do filme Something's Got to Give
  - "I Still Believe" recria a performance de Monroe para a tropa americana na Coreia em 1954
- "Photograph" de Def Leppard: uma atriz é vestida como Monroe no filme O Pecado Mora ao Lado
- "National Anthem" de Lana Del Rey: Del Rey reproduz a canção de Monroe "Happy Birthday, Mr. President"[53]
- "Love Action" de The Human League: inclui imagens de arquivo de Monroe e Arthur Miller
- "Marilyn" de Amanda Lepore: Lepore imita Monroe[54]
- "In Neon" de Elton John: contém a estrela de Monroe na Calçada da Fama
- "Fresh" de Kool & the Gang: a Fada Madrinha aparece vestida como Monroe
- "Applause" de Lady Gaga: Gaga aparece vestida como Monroe no filme O Pecado Mora ao Lado
- "Girls Just Wanna Have Fun" de Cyndi Lauper: uma das garotas tem um pôster de Monroe pendurado na parede
- Madonna:
  - "Material Girl" recria a sequência de "Diamonds Are a Girl's Best Friend" do filme Os Homens Preferem as Loiras
  - "Give Me All Your Luvin'" com part. de M.I.A. e Nicki Minaj: as três cantoras aparecem vestidas de  Monroe
- "Hollywood" de Marina and the Diamonds:  inclui uma sósia de Monroe
- "2 Hearts" de Kylie Minogue: Kylie aparece vestida como Monroe no filme Some Like It Hot

## Representações

### No cinema
- Sete Dias com Marilyn, interpretada por Michelle Williams que foi indicada ao Oscar de Melhor Atriz.[55]
- Norma Jean & Marilyn, com Ashley Judd como Norma Jean e Mira Sorvino como Marilyn.[56]
- Blonde, interpretada por Ana de Armas que foi indicada ao Oscar de Melhor Atriz.[57]

### Na televisão
- Mercedes-Benz: GLK-Class TV campaign (2008)
- Smash, série te televisão,interpretada por Katharine McPhee.[58][59]
- Saturday Night Live:Madonna,Teri Garr e Mary Cross em episódios diferentes.[60]
- Zoey 101 episódio de Halloween.[61]
- Modern Family, Gloria Pritchett personagem de Sofía Vergara em uma fantasia de Halloween fantasia-se de Marilyn com o vestido rosa clássico de Diamonds Are a Girl's Best Friend.[62]